# Provinzial Heil- und Pflegeanstalt Allenberg

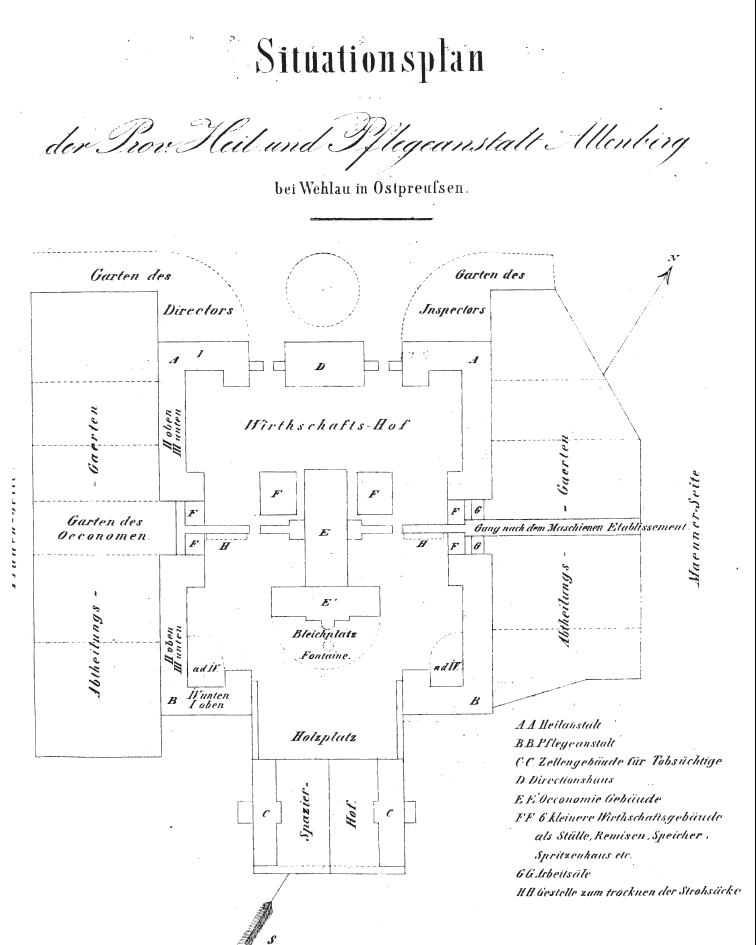
Plan sytuacyjny Allenbergu (1854)

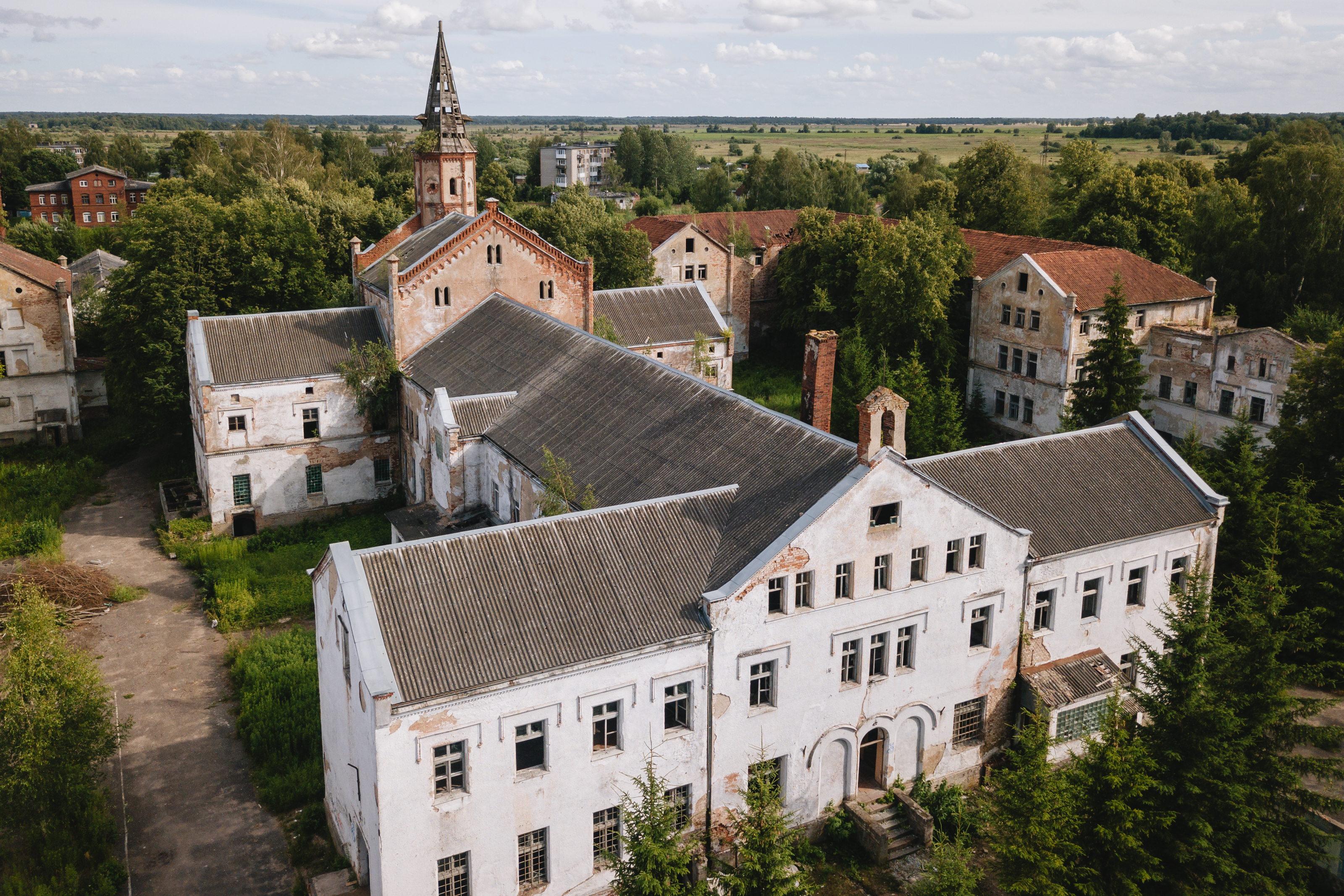
2022

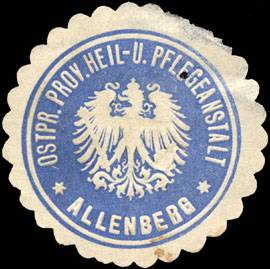
Zalepka listowa zakładu psychiatrycznego w Allenbergu

Provinzial Heil- und Pflegeanstalt Allenberg – zakład leczniczo-opiekuńczy dla chorych umysłowo, działający od 1852 do 1940 roku w obszarze dworskim Wehlau (obecnie Znamiensk) na terenie Prus Wschodnich.
Zakład został zbudowany w latach 1848-52 pod Wehlau, na lewym brzegu Łyny. Po otwarciu 1 września 1852 w pierwszej kolejności trafiło tu 59 pensjonariuszy szpitala w Królewcu. W 1873 roku zakład powiększył się o 250 miejsc, a w 1900 do 1000. W 1929 roku w zakładzie przebywało 1400 pacjentów.
Do 1878 był jednym z trzech zakładów dla prowincji Prus, obok Schwetz (Świecie) i Gdańska. Po podziale prowincji był głównym zakładem dla Prus Wschodnich (mniejsze mieściły się w Kortau bei Allenstein i w Tapiau). W użyciu były powiedzenia „jest z Allenbergu”, „nadaje się do Allenbergu” („reif für Allenberg”).
W 1909 roku w Allenbergu miała miejsce epidemia ospy. Podczas I wojny światowej wielu pacjentów zmarło z powodu grypy, gruźlicy i niedożywienia; w 1918 roku było jedynie 586 pensjonariuszy.
1 września świętowano rocznicę otwarcia zakładu, m.in. tańcami w zakładowym parku i przedstawieniami.
W 1940 roku zakład zamknięto, pacjenci zostali wysłani do rodzin albo innych zakładów. W budynkach Allenbergu stacjonował do 1945 roku garnizon SS. Po 1945 roku zabudowania zostały przejęte przez wojsko ZSRR i użytkowane jako koszary. W 2010 roku budynek zakładu nadal należy do rosyjskiego wojska i nie ma do niego wstępu.
Lekarze związani z Allenbergiem:
- Carl Reinhold Bernhardi – pierwszy dyrektor zakładu, autor artykułu Die Heil- und Pflegeanstalt Allenberg bei Wehlau in Ostpreussen[7]
- Julius Jensen – sekundariusz, potem dyrektor, autor publikacji Rede zur Feier des 25jährigen Bestehens der ostpreussischen Provinzial-Anstalt zu Allenberg[8], ekspert komisji prowincjonalnej w sprawie utworzenia kolejnego zakładu w Prowincji[9].
- Karl Ludwig Kahlbaum – sekundariusz w latach 1856–1866
- Carl Wähner – dyrektor od 1886 do 1891
- Eugen Hallervorden – sekundariusz do 1886, później dyrektor nowo otwartego zakładu w Kortau[10]
- Wilhelm Sommer – od 1879 asystent, potem sekundariusz i od 1891 do 1900 dyrektor
- Hermann Wendt – dyrektor od 1868 do 1875
- Wilhelm Dubbers – dyrektor od 1900 do 1929, autor pamiątkowej publikacji 75 Jahre Heil- und Pflegeanstalt Allenberg, Ostpreußen (Düsseldorf, 1929)

- Ernst Bufe – dyrektor zakładu od 1 grudnia 1929 roku[11]. Autor pracy poświęconej opiece pozazakładowej[12]

- Hans Kurella – asystent
- Ewald Hecker – asystent